# خوسبا اچبریا
خوسبا اچبریا (به اسپانیایی: Joseba Etxeberria) بازیکن فوتبال اهل اسپانیا است که از سال ۱۹۹۷ تا ۲۰۰۴ میلادی عضو تیم ملی فوتبال اسپانیا بوده و در ۵۳ بازی ملی حضور داشته‌است. او در بازی‌های ملی‌اش ۱۲ گل به ثمر رساند.